# 대청호자연생태관
대청호자연생태관은 대전광역시 동구 추동에 있는 생태 박물관이다.

## 시설 현황

### 생태관동
실내 전시관

##### 1층
교육관 : 대청호 주변 자연생태에 관한 영상 상영 및 교육
이벤트홀 : 전통 놀이 체험, 각종 체험행사 진행

##### 2층
향토관 : 대청호 담수로 사라져 버린 옛 수몰 지역민들의 향토유물 전시
생태관 : 대청호주변에 서식하는 어류, 곤충, 식물에 관한 자료를 표본, 살아있는 생물, 입체영상으로 전시

##### 3층
직업탐색센터 : 생태·환경에 관한 직업 탐색 교육 및 체험 공간
직업탐색 프로그램 : 유료 프로그램

### 야외학습장
생태연못 : 비단잉어, 붕어 등 어류와 부들 수련 등 수생식물 조성
야생화단지, 작은동물원, 버섯체험장 : 동일

### 다목적체험장
자연생태와 관련된 다양한 체험학습 프로그램 운영(유료)
도자기 체험, 나무곤충, 공기청정기, 태양광 자동차 만들기 등

## 관람 안내
- 관람 시간: 매일 09:00 ~ 18:00
- 휴관일: 매주 월요일, 1월 1일, 설·추석 당일